# Convenció de Moss
La Convenció de Moss (Mossekonvensjonen) va ser l'acord d'alto el foc entre Suècia i Noruega, signat el 14 d'agost de 1814 a Moss pel rei Carles XIII de Suècia i el govern noruec, posant punt final a l'última guerra entre tots dos països (26 de juliol – 14 d'agost) i a les reivindicacions de soberania noruegues. També va suposar un acord de facto i va formar la base per a la unió personal entre Suècia i Noruega, que es va establir quan el parlament noruec (Storting) va elegir Carles XIII de Suècia com a rei de Noruega el 4 de novembre d'aquell mateix any. La unió va durar fins que Noruega va declarar la desintegració de la unió el 1905.
La Convenció, que consisteix en dos documents escrits en tela, és l'acord que va establir la base perquè Noruega fos capaç de mantenir les seves lleis constitucionals. En cert sentit va permetre que ambdues parts obtinguéssin allò que voien: Noruega mantenia una imatge d'independència i la idea que s'havia unit a Suècia voluntàriament, però Suècia seguia governant de facto sobre Noruega.
Amb la signatura, el príncep danès Christian Frederick renunciava a la corona noruega i Noruega acceptava l'elecció del monarca suec com a rei de Noruega (fet que implicava l'establiment de la unió) i mantenia la constitució signada el maig.